# Loomis Museum
Het Loomis Museum is een klein museum en bezoekerscentrum in Lassen Volcanic National Park, in het noorden van de Amerikaanse staat Californië. Het rustieke gebouw wordt ook wel het Loomis Visitor Center, Manzanita Lake Visitor Center, Manzanita Lake Museum of Mae Loomis Memorial Museum genoemd.

## Geschiedenis
Het Loomis Museum werd in 1927 door Benjamin Franklin Loomis nabij Manzanita Lake gebouwd, toen net buiten het nationaal park. Loomis was een plaatselijke fotograaf die de uitbarstingen van Lassen Peak van 1915 vastgelegd had en een belangrijke rol speelde in de totstandkoming van het Lassen Volcanic National Park in 1916. Loomis schonk het museum en de omliggende 16 hectare land in 1929 aan het park. Hij had gehoopt dat de hoofdkwartieren van het nationaal park nabij Manzanita Lake en het Loomis Museum opgericht zouden worden, maar de National Park Service koos voor een andere locatie.
In de jaren 50 werd kort overwogen om het gebouw te slopen, in het kader van Mission 66, een grootschalig vernieuwingsprogramma voor Amerika's nationale parken. Op 25 februari 1975 werd Loomis Museum op het National Register of Historic Places gezet. Loomis Museum en het seismografisch station ernaast behoren sinds 2006 tot het Manzanita Lake Naturalist's Services Historic District.

## Beschrijving
Het Loomis Museum is een relatief klein, rechthoekig gebouw in een soort rustieke Spanish Colonial Revival-stijl. In 1993–1994 werd het museum gerenoveerd. Het jaar erna kreeg het seismografisch station een renovatie. 
Het gebouw wordt gebruikt als bezoekerscentrum. In het Loomis Museum wordt een tentoonstelling, een auditorium en een educatieve boekhandel ondergebracht. Een deel van de tentoonstelling is gewijd aan Loomis' foto's van de vulkaanuitbarstingen.
| - Voorgevel | - Seismografisch bijgebouwtje |